# Mittelpöllnitz
Mittelpöllnitz település Németországban, azon belül Türingiában. Lakosainak száma 273 fő (2023. december 31.). Mittelpöllnitz Geroda és Triptis községekkel határos.

## Népesség
A település népességének változása:
| Lakosok száma | 282  | 285  | 282  | 274  | 273  |
|               | 2017 | 2019 | 2021 | 2022 | 2023 |